# Dactylochirotida
Dactylochirotida is de naam die werd gegeven aan een groep van zeekomkommers (Holothuroidea) in de rang van orde. De naam wordt nu beschouwd als een synoniem van Dendrochirotida, en de in deze groep geplaatste families worden nu in die orde ondergebracht.

## Families
- Rhopalodinidae Théel, 1886
- Vaneyellidae Pawson & Fell, 1965
- Ypsilothuriidae Heding, 1942